# Missió de Suport de les Nacions Unides a Timor Oriental
La Missió de Suport de les Nacions Unides a Timor Oriental (UNMISET) va ser una missió de pau de les Nacions Unides establerta mitjançant la Resolució 1410 el 20 de maig de 2002 ampliada fins al 14 de maig de 2004 per la Resolució 1543 fins al maig de 2005. Aleshores va ser substituïda per l'Oficina de les Nacions Unides a Timor Oriental (UNOTIL). Es va establir el mateix dia que Timor Oriental es va convertir en un estat independent reconegut internacionalment i es va acabar la Administració de Transició de les Nacions Unides per a Timor Oriental (UNTAET).

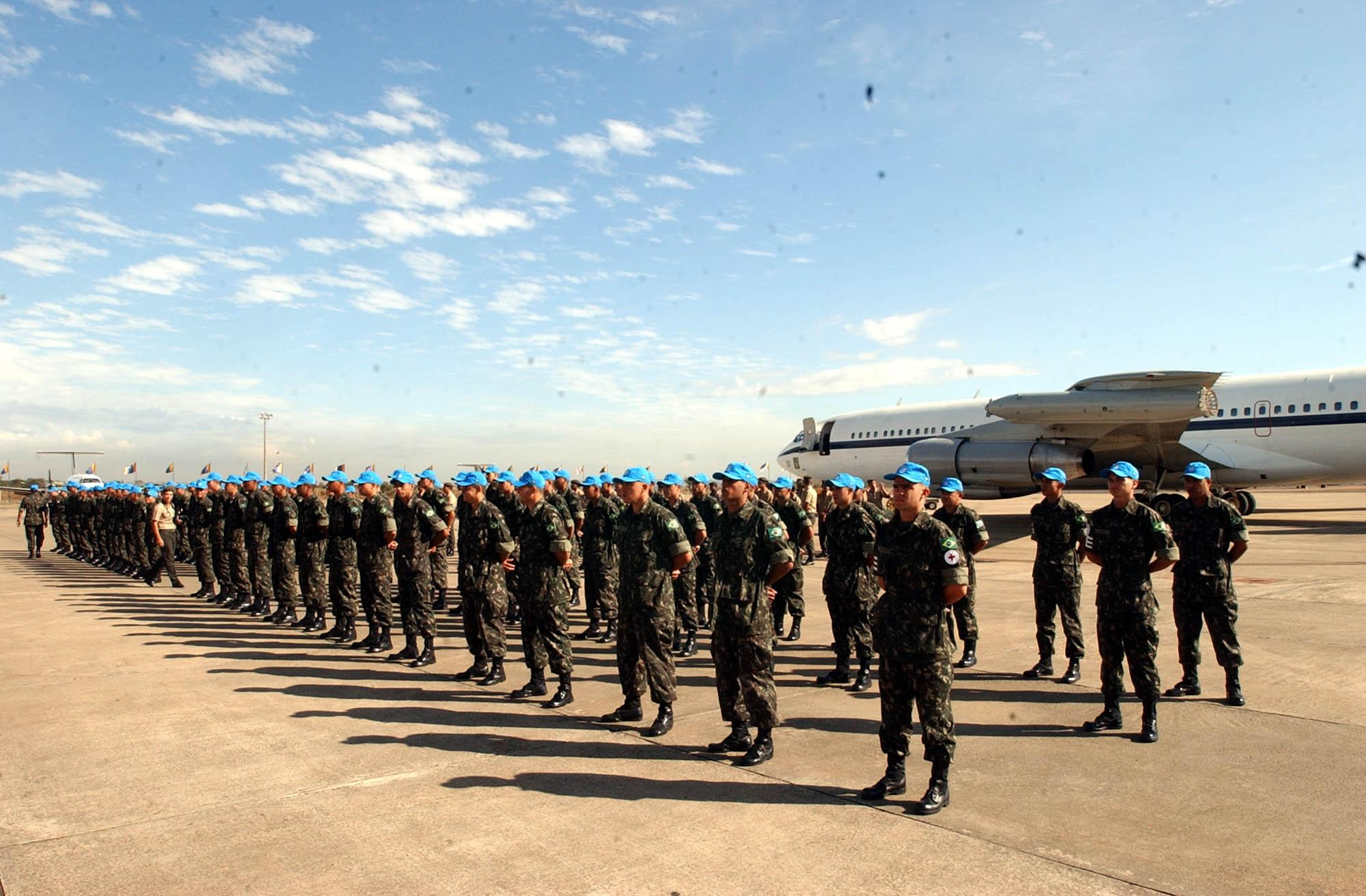
Soldats brasilers a Timor Oriental

Les forces militars i policials de les nacions que aporten tropes es van posar sota el control del Representant Especial del Secretari General. Després d'un informe sobre el progrés presentat pel secretari general el 2003, el mandat inicial de 12 mesos es va ampliar en dos anys, i fou estès fins al 20 de maig de 2005, després de la qual cosa va ser reemplaçada per l'Oficina de les Nacions Unides a Timor Oriental (UNOTIL).
A continuació es va presentar un informe final al Consell de Seguretat i es va fer una declaració sobre la contínua ajuda amb la Unitat de Patrulla de Fronteres.
Els mandats de les resolucions del Consell de Seguretat també preveien una Unitat de delictes greus per investigar els fets de 1999.
L'indi Kamalesh Sharma va dirigir la missió de maig de 2002 a maig de 2004, i fou succeït pel seu ex adjunt, el japonès Sukehiro Hasegawa. Els comandaments militars eren el tinent general Winai Phattiyakul (Tailàndia, maig 2002-agost 2002), major general Huck Gim Tan (Singapur, agost 2002-agost 2003) i el tinent general Khairuddin Mat Yusof (Malàisia, entre agost de 2003 maig de 2005).
La resolució 1410 va permetre una dotació de personal de 5.000 efectius militars, inclosos 120 observadors militars, 1.250 policies civils, 455 funcionaris civils, 100 experts civils del Grup de Suport, 241 voluntaris de l'ONU i 977 personal local. La resolució 1543 establí el límit de 477 militars, incloent 125 homes d'una força d'intervenció internacional, 42 oficials militars d'enllaç i 157 oficials de policia civil. Hi van morir onze soldats de l'ONU, dos observadors militars, dos internacionals, quatre funcionaris locals i dues persones més van morir.